# Friedhof Trenkebergstraße

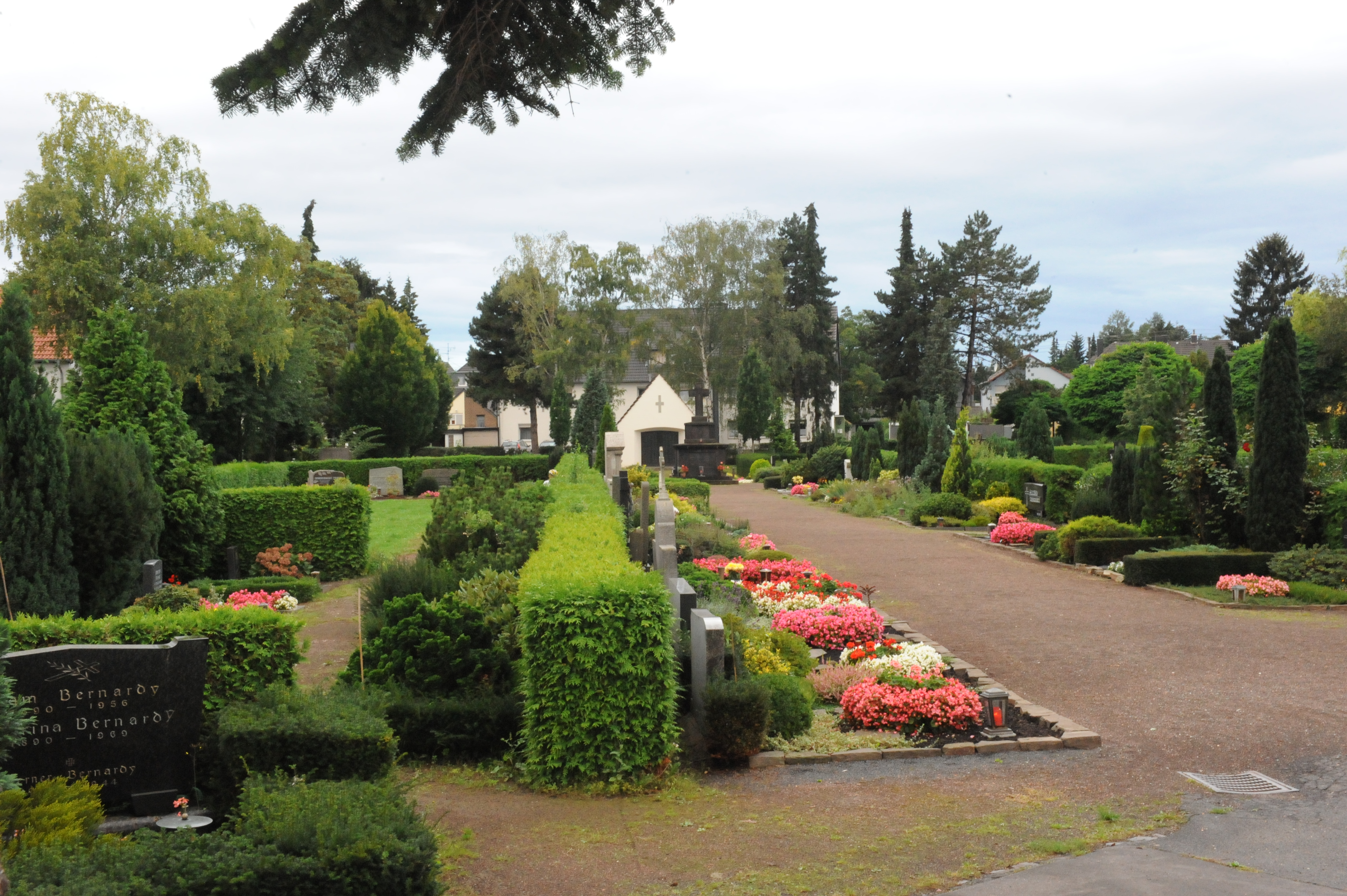
Blick von der Trenkebergstraße aus mit Kriegerehrenmal und Trauerkapelle, Sommer 2011

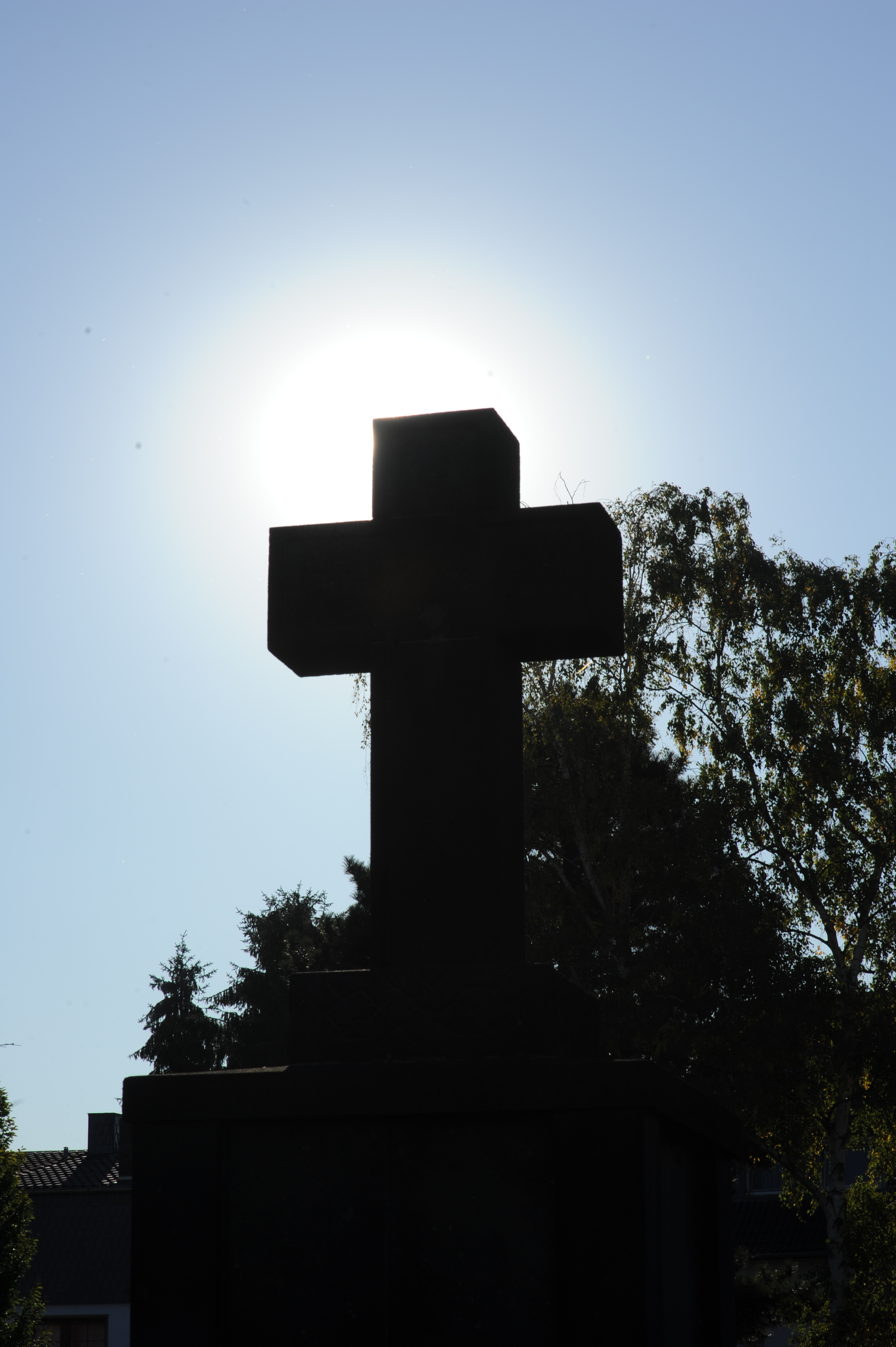
Hochkreuz auf dem Kriegerehrenmal

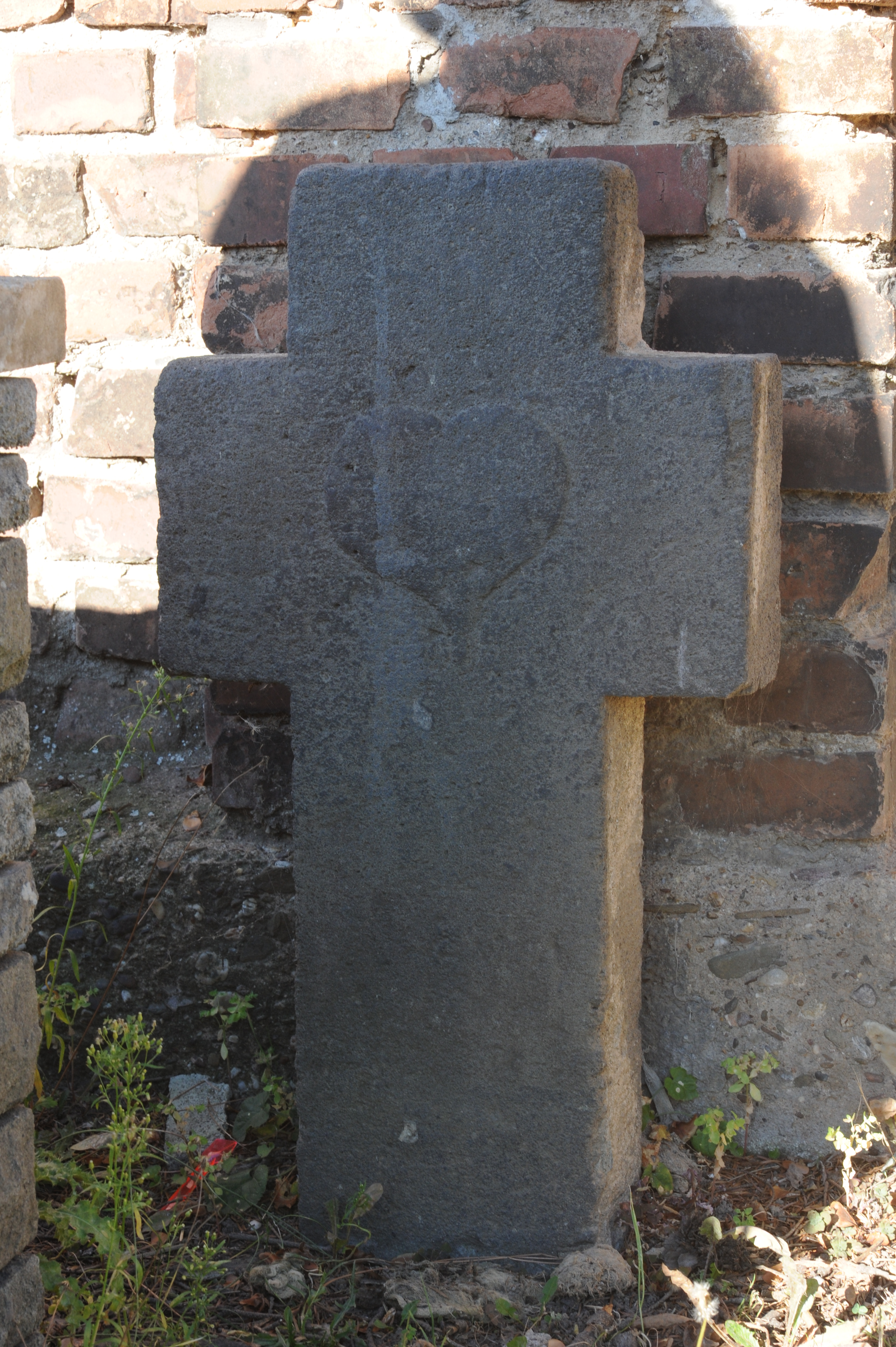
Steinkreuz von 1540

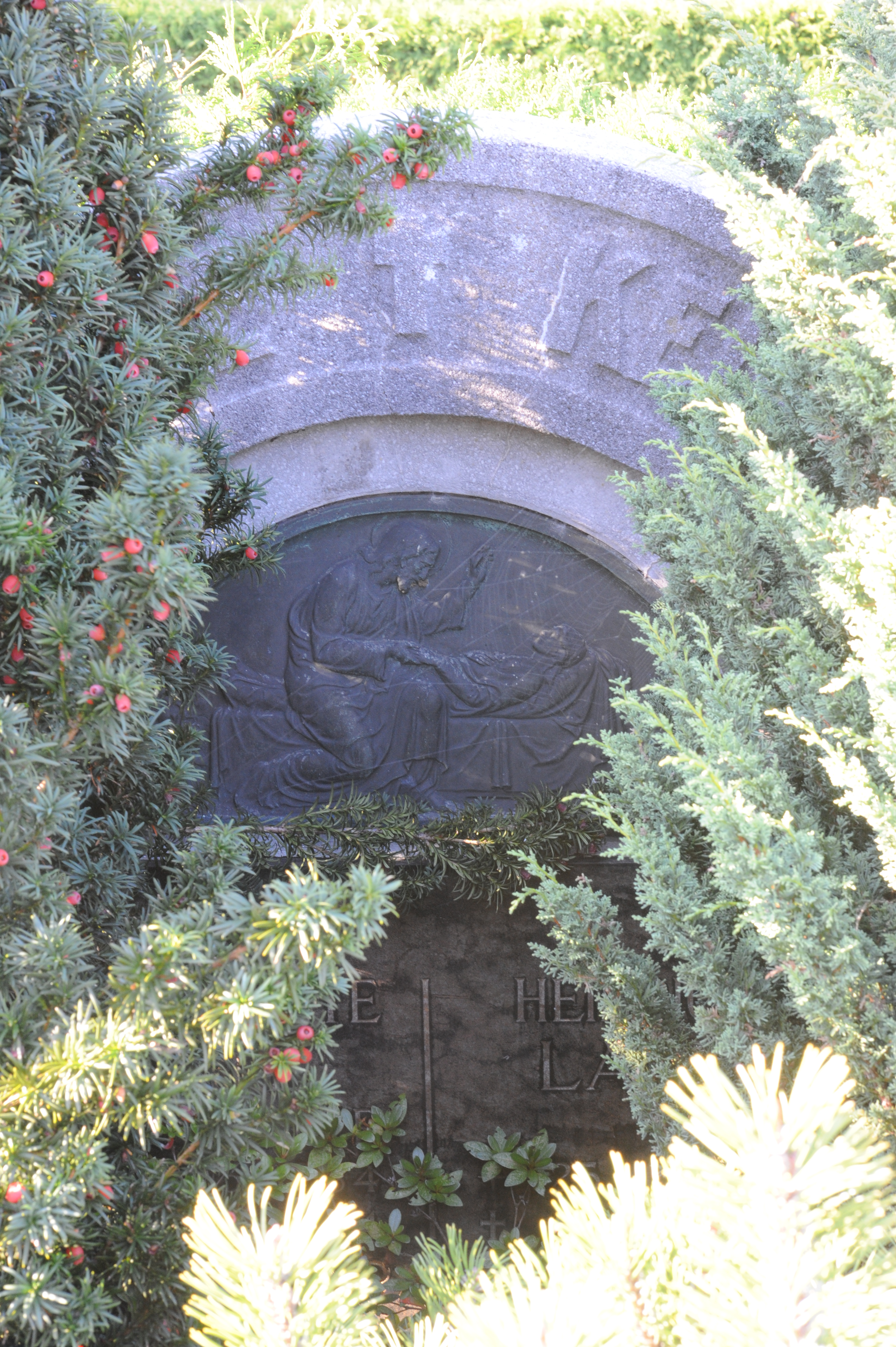
Bronzerelief der Grabes der Familie Kelter

Der Friedhof Trenkebergstraße befindet sich im Kölner Stadtteil Meschenich zwischen Trenkebergstraße, Südstraße und  Pfarrer-Heinrich-Fuchs-Straße. Die Trauerhalle bietet mit 27 m² Raum für etwa 15 Personen. 
Der Friedhof ist 4.600 m² groß und bietet Platz für 790 Grabstätten. Darüber hinaus befinden sich auf diesem Friedhof 16 Grabstätten für deutsche Opfer des Zweiten Weltkrieges.
In der Liste der Baudenkmäler der Stadt Köln wird der Friedhof unter der Nummer 214 geführt.

## Geschichte
Der Friedhof wurde kurz nach dem Ersten Weltkrieg eröffnet. Der Gemeinderat der damaligen Bürgermeisterei Rondorf erwarb das Grundstück an der Trenkebergstraße – damals Meschenicher Straße – von den Witwen Rolsdorf und Leikert. 
Das Kriegerehrenmal, welches zentral zwischen Eingang und der Trauerhalle liegt, wurde um 1920 errichtet. Die Trauerhalle wurde in den 1950er Jahren erbaut.
In den 1960er Jahren wurde der Friedhof um den südlichen Teil erweitert. An den Seitenwänden der Trauerhalle sowie entlang der Friedhofsmauer finden sich zwölf Steinkreuze aus Trachyt vom ehemaligen Friedhof St. Blasien, die aus dem 16. bis 18. Jahrhundert stammen.

## Bauwerke
Das aus dem Jahre 1540 stammende etwa 95 cm hohe Steinkreuz ist eines der ältesten aus dem Rodenkirchener Raum. Es ist unbenannt, zeigt aber den Umriss eines Wappenschilds mit Herzblatt-Relief. An der Friedhofsmauer befindet sich ebenfalls das gut erhaltene Kreuz, mit einem Totenschädel über gekreuzten Knochen, des „Endorfer Halffen“ Mathias, der etwa 1730 gestorben ist. 
Ebenfalls gut erhalten ist das Grabkreuz der Gertrud Bley, die 1732 verstorben ist. Es ist eine Variante des „Dreisättelkreuzes“ und zeigt die schmerzhafte Gottesmutter. 
Das Mahnmal für die Gefallenen der Weltkriege befindet sich auf dem Hauptweg. Es ist ein Hochkreuz aus dem Jahre 1920. Das schwere Kreuz wird von zwei sich nach oben verjüngenden Basaltquadern getragen. Die Erinnerung an den Ehrenbürger der Gemeinde Rodenkirchen Everhard Stolz (1888 bis 1975) wird ebenfalls an diesem Kreuz gepflegt. 
In unmittelbarer Nähe des Mahnmals auf Feld 1 befindet sich das Grab des ehemaligen Meschenicher Pfarrers Heinrich Fuchs (1931–1964). Auf gleichem Feld findet sich die Grabstätte von Karl Kirchmann (verstorben 1943), welche für die Zeit typisch aus hellem belgischem Granit gearbeitet ist. 
Entlang des Hauptweges befinden sich zahlreiche Grabstätten mit freistehender Kreuzstele, wie sie in der zweiten Hälfte des 19. Jahrhunderts beliebt waren. Zu nennen sind hier etwa der um 1920 verstorbene Franz Moos sowie die Familien Klemmer und Hufschlag (ca. 1915). 
Auf dem Feld 8, entlang des Hauptweges, befinden sich einige eindrucksvolle Grabmäler aus der ersten Hälfte des 20. Jahrhunderts. Das Grabmal der Familie Leikert vom Alt-Engeldorfer Hof (Erstbestattung 1921) ist vollständig aus Muschelkalk gearbeitet und das einzige im Rodenkirchener Raum im neoklassizistischen Stil. Es ist signiert von J. Bondian, Brühl in Köln, und besteht aus zwei kannelierten Säulen mit ionischen Kapitellen, welche einen Dreiecksgiebel mit mittig einbeschriebenen Kreuz tragen. 
In unmittelbarer Nähe auf der anderen Seite des Hauptweges befindet sich die Grabstätte Langel (1830 bis 1878). Hier steht auf einem schwarzen Granitsockel die Figur des auferstandenen Christus, der sich mit der Botschaft: „Ich bin die Auferstehung und das Leben. Wer an mich glaubt wird leben, auch wenn er stirbt“ (Joh. 11, 25) an den Betrachter wendet. Der Bronzeguss aus dem Jahre 1905 ist signiert mit L. Piedboeuf. 
Direkt daneben das Wandgrab der Familie Assenmacher, zum ersten Mal im Jahr 1926 mit Gerhard Assenmacher belegt. Ein Kreuz mit dem Gekreuzigten, flankiert von welligen Steinmodellierungen kantiger Form, bildet den Mittelpunkt des aus Kunststein gearbeiteten Wandgrabes. Das zur Reformkunst zählende Grabmal ist mit F. u. J. Peters, Köln Süd-Westfriedhof signiert. Unter dem Fußbrett des Kreuzes findet sich der Spruch „mein Jesus Barmherzigkeit“. 
Auf der gleichen Flur befindet sich auch das Grab der Familie Kelter (Margarethe Latz, verstorben 1954). Es handelt sich um ein rundbogig schließendes Wandgrab mit einem um 1920 entstandenen Bronzerelief. Dieses zeigt vermutlich die Erweckung der Tochter des Jairus (Mk 5,41: „Er fasste das Kind an der Hand und sagte zu ihm: Talita kum!, das heißt übersetzt: Mädchen, ich sage dir, steh auf!“).